# Sebastian Armesto
Sebastian Armesto (3 giugno 1982) è un attore britannico.

## Filmografia

### Cinema
- Marie Antoinette, regia di Sofia Coppola (2006)
- Bright Star, regia di Jane Campion (2009)
- Pirati dei Caraibi - Oltre i confini del mare (Pirates of the Caribbean: On Stranger Tides), regia di Rob Marshall (2011)
- Anonymous, regia di Roland Emmerich (2011)
- Star Wars - Il risveglio della Forza (Star Wars: The Force Awakens), regia di J. J. Abrams (2015)
- La ragazza dei tulipani (Tulip Fever), regia di Justin Chadwick (2017)
- Il mistero di Donald C. (The Mercy), regia di James Marsh (2018)

### Televisione
- The Virgin Queen, regia di Coky Giedroyc – miniserie TV, puntate 2-4 (2005)
- I Tudors (The Tudors) – serie TV, episodio 1x03 (2007)
- The Palace – serie TV, 8 episodi (2008)
- Little Dorrit, regia di Adam Smith, Dearbhla Walsh e Diarmuid Lawrence – miniserie TV, 12 puntate (2008)
- Parade's End, regia di Susanna White – miniserie TV, puntate 2-3 (2012)
- Poldark – serie TV, 7 episodi (2016)
- Close to the Enemy, regia di Stephen Poliakoff – miniserie TV (2016)
- Apple Tree Yard - In un vicolo cieco (Apple Tree Yard), regia di Jessica Hobbs – miniserie TV, puntata 3 (2017)
- Broadchurch – serie TV, 8 episodi (2017)
- Harlots – serie TV, 8 episodi (2018)
- The Terror – serie TV, 9 episodi (2018)
- Testimoni silenziosi (Silent Witness) – serie TV, episodi 22x05-22x06 (2019)
- Gold Digger, regia di Vanessa Caswill e David Evans – miniserie TV (2019)
- Cursed – serie TV, 10 episodi (2020)
- A Small Light, regia di Susanna Fogel, Leslie Hope e Tony Phelan – miniserie TV, 4 puntate (2023)
- The Agency – serie TV, episodio 1x05 (2024)
- Gangs of London – serie TV, 5 episodi (2025)

## Doppiatori italiani
Nelle versioni in italiano delle opere in cui ha recitato, Sebastian Armesto è stato doppiato da:
- Marco Vivio in Gold Digger, A Small Light
- Luigi Morville in Pirati dei Caraibi - Oltre i confini del mare
- Nico Mamone in Anonymous
- Gianfranco Miranda in Star Wars - Il risveglio della Forza
- Edoardo Stoppacciaro ne La ragazza dei tulipani
- Paolo Vivio in The Terror
- Fabrizio De Flaviis in Cursed
- Federico Di Pofi in Gangs of London